# Vinit Rai
Vinit Rai Chamling (Assam, 11 ottobre 1997) è un calciatore indiano, centrocampista del Punjab FC.

## Carriera

### Club
Ha giocato nella prima divisione indiana.

### Nazionale
Ha giocato nella nazionale indiana Under-23.
Ha esordito in nazionale maggiore nel 2016; nel 2019 ha partecipato alla Coppa d'Asia.

## Statistiche

### Cronologia presenze e reti in nazionale
| Cronologia completa delle presenze e delle reti in nazionale ― India | Cronologia completa delle presenze e delle reti in nazionale ― India | Cronologia completa delle presenze e delle reti in nazionale ― India | Cronologia completa delle presenze e delle reti in nazionale ― India | Cronologia completa delle presenze e delle reti in nazionale ― India | Cronologia completa delle presenze e delle reti in nazionale ― India | Cronologia completa delle presenze e delle reti in nazionale ― India | Cronologia completa delle presenze e delle reti in nazionale ― India |
| Data                                                                 | Città                                                                | In casa                                                              | Risultato                                                            | Ospiti                                                               | Competizione                                                         | Reti                                                                 | Note                                                                 |
| -------------------------------------------------------------------- | -------------------------------------------------------------------- | -------------------------------------------------------------------- | -------------------------------------------------------------------- | -------------------------------------------------------------------- | -------------------------------------------------------------------- | -------------------------------------------------------------------- | -------------------------------------------------------------------- |
| 13-08-2016                                                           | Thimphu                                                              | Bhutan                                                               | 0 – 3                                                                | India                                                                | Amichevole                                                           | -                                                                    | 64’                                                                  |
| 05-09-2018                                                           | Dacca                                                                | India                                                                | 2 – 0                                                                | Sri Lanka                                                            | SAFF Championship                                                    | -                                                                    | 78’                                                                  |
| 09-09-2018                                                           | Dacca                                                                | India                                                                | 2 – 0                                                                | Maldive                                                              | SAFF Championship                                                    | -                                                                    |                                                                      |
| 12-09-2018                                                           | Dacca                                                                | India                                                                | 3 – 1                                                                | Pakistan                                                             | SAFF Championship                                                    | -                                                                    | 72’                                                                  |
| 15-09-2018                                                           | Dacca                                                                | Maldive                                                              | 2 – 1                                                                | India                                                                | SAFF Championship                                                    | -                                                                    |                                                                      |
| 13-10-2018                                                           | Suzhou                                                               | Cina                                                                 | 0 – 0                                                                | India                                                                | Amichevole                                                           | -                                                                    | 84’                                                                  |
| 17-11-2018                                                           | Amman                                                                | India                                                                | 1 – 2                                                                | Giordania                                                            | Amichevole                                                           | -                                                                    |                                                                      |
| 08-06-2019                                                           | Buriram                                                              | Thailandia                                                           | 0 – 1                                                                | India                                                                | King's Cup 2019 - Finale terzo e quarto posto                        | -                                                                    |                                                                      |
| 16-07-2019                                                           | Ahmedabad                                                            | India                                                                | 1 – 1                                                                | Siria                                                                | Intercontinental Cup 2019 - 1º turno                                 | -                                                                    | 89’                                                                  |
| 10-09-2019                                                           | Doha                                                                 | Qatar                                                                | 0 – 0                                                                | India                                                                | Qual. Mondiali 2022                                                  | -                                                                    | 75’                                                                  |
| 19-11-2019                                                           | Mascate                                                              | Oman                                                                 | 1 – 0                                                                | India                                                                | Qual. Mondiali 2022                                                  | -                                                                    | 28’                                                                  |
| Totale                                                               |                                                                      | Presenze                                                             | 11                                                                   |                                                                      | Reti                                                                 | 0                                                                    |                                                                      |

## Palmarès
- ISL Shield: 1

Mumbai City: 2022-2023
- Indian Super League: 1

Mumbai City: 2023-2024